# Приключенията на Чоко и жабока Боко
„Приключенията на Чоко и жабока Боко“ е български детски анимационен филм с режисьор Румен Петков. Филмът е сред любимите на децата през 80-те години.
Щъркелът Чоко е наивен и се опитва да се докаже в много области, като конструктор, пожарникар, и други.
Жабокът Боко разбира от бомби и в някои от епизодите предизвиква експлозии (въпреки че е на шест години).
В края на всеки епизод се появява друг герой - старият орел, който приема Боко за син и учи да лети.

## Епизоди
- 1. Бебешка поща (1979)
- 2. Автомат за шоколад (1979) (сценарий Борис Ангелов, като комикс – в списание „Дъга“, кн. 5)
- 3. Големият подарък (1980) (сценарий Йосиф Перец, като комикс – в списание „Дъга“, кн. 6 и кн. 9)
- 4. Ресторант „Щъркелово гнездо“ (1982)
- 5. Ало, пожар! (1983)
- 6. Машината на времето (1983) (сценарий Борис Ангелов, като комикс – в списание „Дъга“, кн. 10)
- 7. Чоко, Боко и Робоко (1983)
- 8. Олимпийска виза (1984)
- 9. Първи април (1984)
- 10. Копчето (1985)
- 11. Приключения с индиго (1990)
- 12. Скок в неизвестното (1990)
- 13. Екскурзия до Албион (1990)